# ساقلته
ساقلته نام شهر و شهرستانی در استان سوهاج مصر است.
شهر ساقلته در ۱۸ کیلومتری شمال خاوری شهر سوهاج واقع شده و از سوی باختر با شهرستان المراغه و از سوی جنوب با شهرستان اخمیم هم‌مرز است.
شهرستان ساقله ۶۷٫۳۸ کیلومتر مربع مساحت دارد و از دو دهستان سفلاق و جلاویه تشکیل شده است. این دو دهستان دارای ۱۴ روستا و ۹۶ پارچه آبادی کوچک هستند.